# Zjmurnjanskij Kanal
Zjmurnjanskij Kanal (ryska: Жмурнянский Канал) är en kanal i Belarus.   Den ligger i voblasten Homels voblast, i den södra delen av landet, 260 km söder om huvudstaden Minsk.
I omgivningarna runt Zjmurnjanskij Kanal växer i huvudsak blandskog. Runt Zjmurnjanskij Kanal är det glesbefolkat, med 16 invånare per kvadratkilometer.